# Алі Адаєв
Алі (Елі) Адаєв (прізвисько Ламбада; невідомо — 3 січня 1995, Грозний) — чеченський військовий діяч, із 1994 по 2 січня 1995 року начальник штабу командувача Центральним фронтом Збройних сил ЧРІ — Шаміля Басаєва. Указом президента Чеченської Республіки Ічкерія Джохара Дудаєва посмертно нагороджений державною нагородою ЧРІ — орден: «Герой Нації».

## Біографія
Алі Адаєв був активним учасником Першої чеченської та грузино-абхазької воєн.
У 1992—1993 роках Адаєв воював у грузино-абхазькій війні на стороні абхазців під керівництвом Шаміля Басаєва, який на той момент був командувачем силами Конфедерації народів Кавказу. Там же отримав свої прізвисько «Ламбада». За однією з версій, коли він із іншими чеченцями їхав до Абхазії через Кабардино-Балкарію, їх зупинив російський військовий патруль. Прийнявши їх за добровольців із Чечні, росіяни взяли групу людей на приціл. Тоді Адаєв захопив одного з патрульних і пригрозив підірвати гранату, вийнявши з неї чеку. Він наказав його товаришам по службі кинути зброю, а захопленому – танцювати. На запитання, що танцювати, відповів – «Ламбаду!». За іншою ж версією, чечнців зупинив не військовий патруль, а міліціонери, на яких Алі направив автомат і змусив танцювати ламбаду.
Після повернення з Абхазії Адаєв брав активну участь у розгромі проросійських опозиційних сил Беслана Гантемірова, Умара Автурханова та інших.
Наприкінці 1994 — початку 1995 року Алі Адаєв взяв активну участь у Першій чеченській війні на стороні Чеченської Республіки Ічкерія, відзначився в боях за Грозний.
У 1994 році Алі став начальником штабу Центрального фронту Збройних сил Чеченської Республіки Ічкерія, яким командував Шаміль Басаєв.
Під час Першої чеченської війни російські війська штурмували Грозний у Новорічну ніч із 1994 на 1995 рік. Саме під час тієї ночі штурму було перехоплено діалог між чеченським командувачем та російським офіцером, фраза з якого в Чечні пізніше почала використовуватися як крилата, а сам діалог використовуватися як інтернет-мем. В перехваті Адаєв просить російського офіцера на псевдо «Алік» відвести війська поки є можливість і не проливати даремно кров. На що російський офіцер відповів, що вибору у нього немає і що він має наказ, який він неодмінно виконає.
|                                                                               | – Алик, давай может быть как-нибудь пока не поздно отведите ребят, Алик. Не делайте этого, не делайте, не надо. В любом случае, пойми, Алик, и ты погибнешь, и я погибну, что с этого толку будет? Сам правильно пойми, кто от этого выиграет? Мы же от этого с тобой не выиграем, понимаешь? И если я тебя увижу в бою, понимаешь, ты отличный, не отличный, я тебя уже щадить не буду. Так же, как и ты меня, понимаешь? Ты лучше ко мне как гость приедь, Алик. Отводи ребят, не надо. Пожалей их матерей, пожалей их самих, отводи ребят, Алик, дай команду. – Ну я не такой большой начальник чтобы давать такие команды. – Алик, ну ты правильно пойми, я например.. Тебе просто от сердца чистого желаю чтобы ты живой, конечно, остался, но уйди лучше. – А я такого выбора не имею, у меня есть приказ и я его выполню в любом случае. |
| — Радіоперехоплення розмови Алі Адаєва з російським офіцером на псевдо «Алік» | |

Загинув у бою з зазнавшою величезних втрат (більше 2/3 особового складу) Майкопською бригадою 3 січня 1995 року під час штурму російськими військами залізничного вокзалу міста Грозний.
Указом першого президента Чеченської Республіки Ічкерія Джохара Дудаєва, посмертно нагороджений державною нагородою Чеченської Республіки Ічкерія — орден: «Герой Нації».

## Примітка
1. 1 2 3 4 5 6  «Алик, отводи ребят»! Как сложилась судьба Али Адаева «Ламбада». Политика в Рашке (рос.). 29 березня 2021. Архів оригіналу за 25 квітня 2021. Процитовано 25 квітня 2021.
2. 1 2 3  «Алик, отводи ребят». Что стало с чеченским полевым командиром, обратившимся так к российскому офицеру?. Живой Кавказ: информационно-аналитический интернет журнал. Архів оригіналу за 25 квітня 2021. Процитовано 25 квітня 2021.
3. 1 2  Marsho (23 грудня 2017). Памяти героя свободной Ичкерии Али Адаева, (Ламбада). (ВИДЕО). Chechenews. Архів оригіналу за 24 листопада 2021. Процитовано 23 травня 2022.
4. ↑  ЧЕЧНЯ. «Алик, отводи ребят». Что стало с героями радиобеседы в ходе штурма Грозного в 1995-ом?. ИА Чеченинфо (рос.). Архів оригіналу за 25 квітня 2021. Процитовано 25 квітня 2021.
5. ↑  Что стало с автором фразы"Алик, отводи ребят"?. Яндекс Дзен | Блогерская платформа (рос.). Архів оригіналу за 25 квітня 2021. Процитовано 25 квітня 2021.
6. ↑  Произошла трагическая гибель 131-й Майкопской бригады в ходе штурма Грозного - Знаменательное событие. rus.team (рос.). Процитовано 7 лютого 2023.
7. ↑  Зелимхан Яндарбиев. Чечения битва за свободу. Мир-Книг (рос.). Архів оригіналу за 13 грудня 2021. Процитовано 13 грудня 2021.